# Folkhushållningsdepartementet
Folkhushållningsdepartementet var ett svenskt departement som existerade från den 15 oktober 1939 till den 30 juni 1950. 
Departementet hade under andra världskriget och åren närmast därefter ansvar för ransonering och reglering av framförallt livsmedel, energi, människor och råvaror. Det införde ransonering med kuponger på ett stort antal livsmedel. Vissa ransoneringar fortsatte efter kriget fram till 1950. I samband med att ransoneringen upphörde lades även departementet ned.